# 京都市勧業館
京都市勧業館（きょうとしかんぎょうかん）は、京都府京都市左京区にある、イベント会場である。通称：みやこめっせ。1996年（平成8年）に建てられた建物は川崎清の設計で、平安建都1200年記念事業の一つとして建設された。また、館内は常設展示（京都伝統産業ミュージアム、日図デザイン博物館）とイベント用の複数の展示場、会議室などがある。展示場の延べ面積は京都府で最大。

## 歴史
前身の京都市立勧業館は、1937年（昭和12年）10月に竣工、1991年（平成3年）11月30日に閉館した。その後建て替えが行われ、現在の建物は1996年（平成8年）5月8日に完成式が行われた。「みやこめっせ」という愛称は、平安建都1200年記念事業として公募した結果、2685点の応募の中から選ばれた。
岡崎公園の勧業館としては、1911年移築の第一勧業館、1913年建設の第二勧業館に遡ることができる。現在の施設は、1934年の室戸台風により倒壊した第二勧業館の跡地に建てられている。

## 施設

### 概要

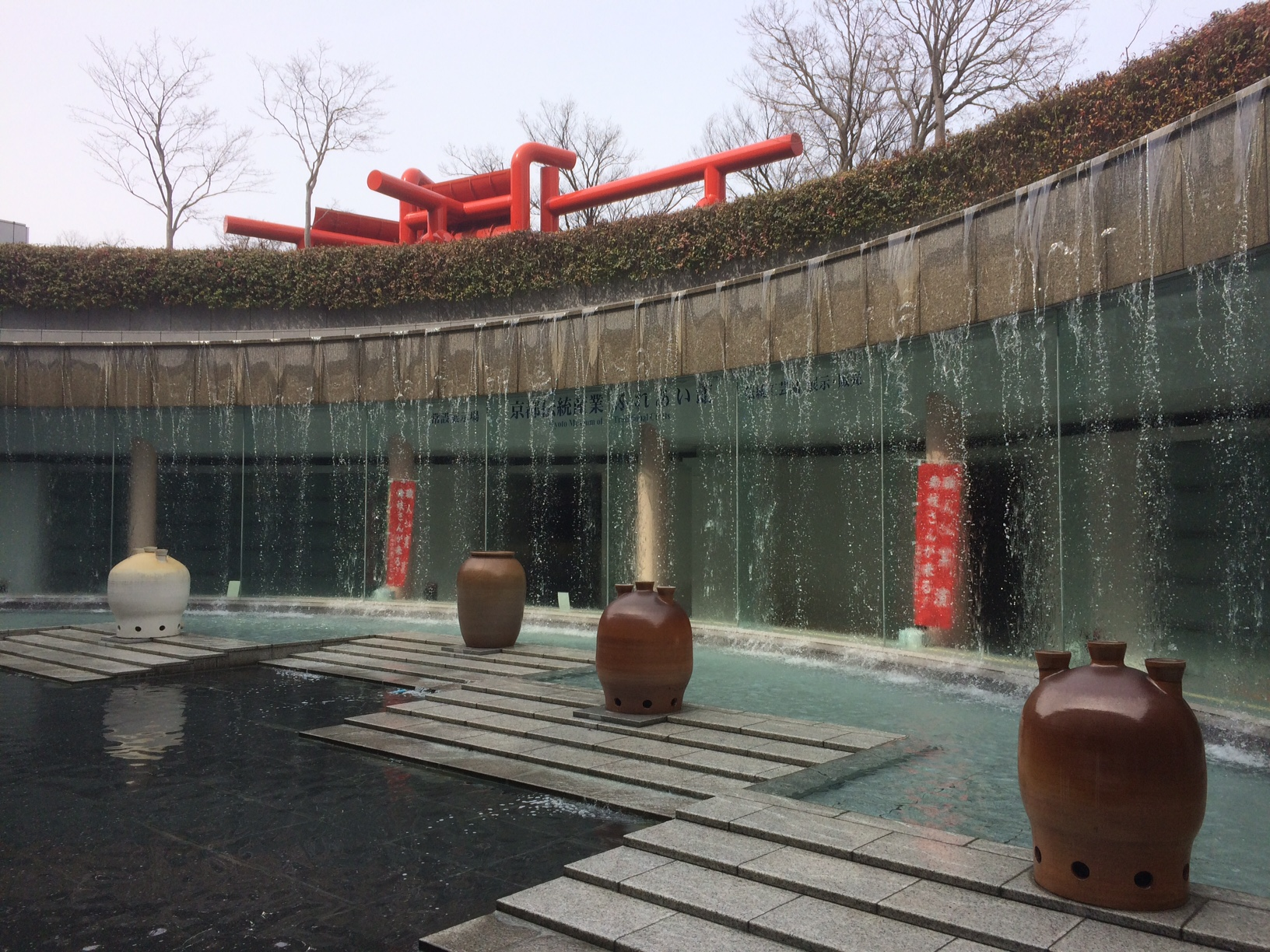
みやこめっせ地下１階・ウェルカムホール

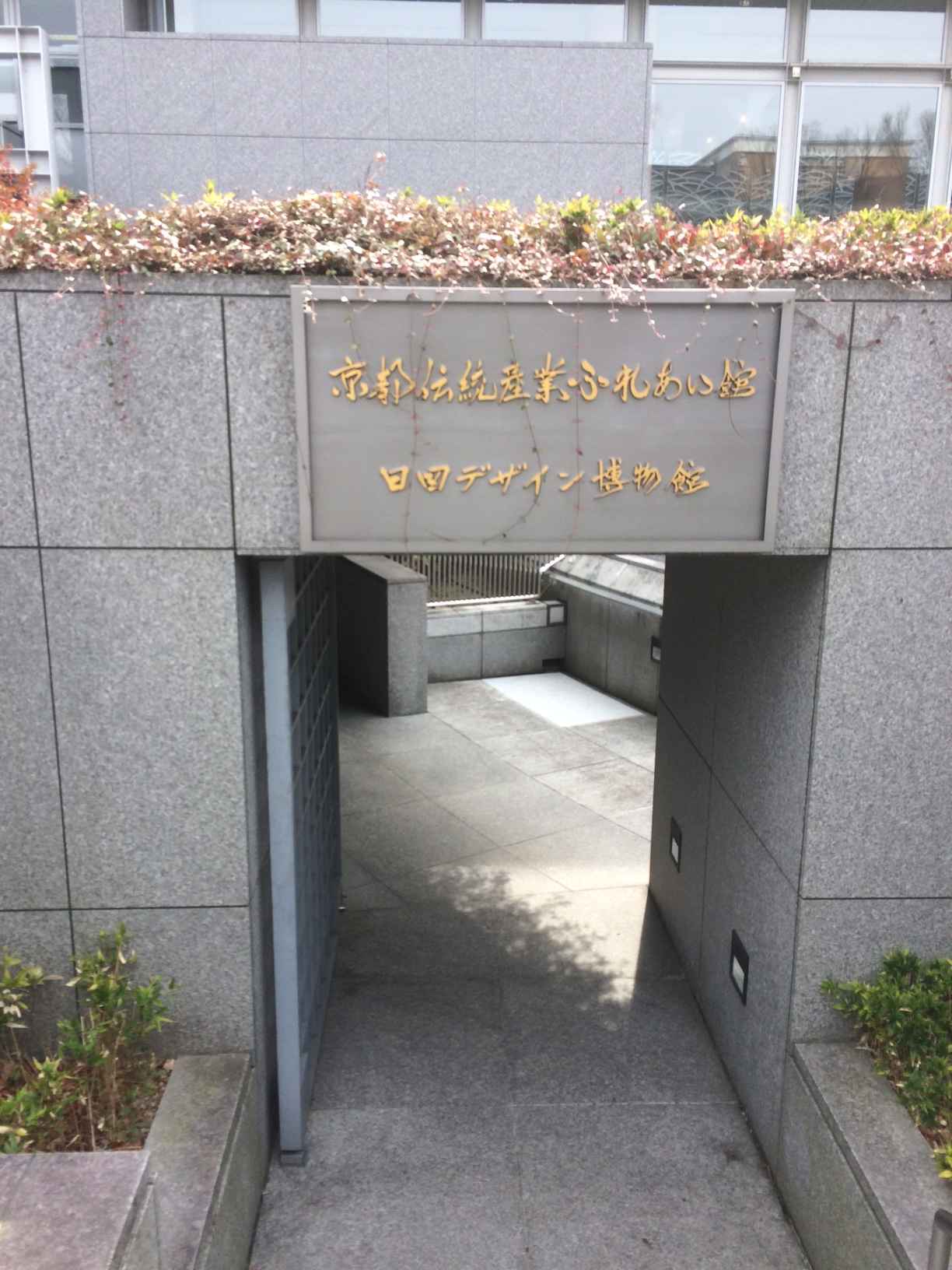
京都伝統産業ふれあい館

「展示場」、「会議室・工芸実技室」、「美術工芸ギャラリー」、「日図デザイン博物館」、「京都伝統産業ミュージアム」、「カフェレストラン（閉店改装中）」、「京都伝統産業ミュージアムショップ」から構成される。

### 展示場
- 第3展示場（3F）全面 4,000m2／半面 2,000m2
- 第2展示場（1F）全面 3,800m2／半面 1,900m2
- 第1展示場（B1F）全面 1,480m2／半面 740m2
- 特別展示場（B1F）全面 370m2（A面200m2、B面170m2分割可）

### 会議室・工芸実技室
いずれも地下1階。
- 大会議室 面積 182m2／規模 120名収容
- 第1会議室 面積 52m2／規模 24名収容
- 第2・3会議室 面積 104m2／規模 48名収容
- 特別会議室 面積 36m2／規模 16名収容
- 工芸実技室 面積 104m2／規模 48名収容

### 美術工芸ギャラリー
- ギャラリーA室（西館2F）54m2
- ギャラリーB室（西館2F）59m2

### 京都伝統産業ミュージアム
京都伝統産業ふれあい館が2019年に閉館し、リニューアルして2020年に開館した。
- 常設展示
- ギャラリー
- 企画展示
- マテリアルライブラリー
- 体験教室
- ミュージアムショップ

## 管理
- 株式会社京都産業振興センター

## 主な催し
- 京大・立命館大入学式・卒業式（学位記授与式）
- 文学フリマ京都（1月）　主催:文学フリマ京都事務局
- 京ものフェスティバル（3月）　主催:株式会社京都産業振興センター
- 春の古書大即売会（5月1日〜5月5日）　主催:京都古書研究会
- 全日本弓道大会（5月）　主催:全日本弓道連盟
- 京都国際マンガ・アニメフェア（9月）　主催:京都国際マンガ・アニメフェア実行委員会、京都市
- 人体の不思議展（2010年12月から2011年1月）
- 技能五輪国際大会特別開催「情報ネットワーク施工」、「光電子技術」、「再生可能エネルギー」（2022年）

## 所在地
- 京都市左京区岡崎成勝寺町9番地の1

## アクセス
- 京都市営バス 「岡崎公園 ロームシアター京都・みやこめっせ前」バス停すぐ・「岡崎公園 美術館・平安神宮前」から徒歩2分。
- 京都市営地下鉄　東西線東山駅から徒歩約10分
- 京阪電気鉄道 鴨東線神宮丸太町駅から徒歩約15分

## 近隣施設
- 平安神宮
- 岡崎公園
  - 京都国立近代美術館
  - 京都市美術館
  - 京都府立図書館
- ロームシアター京都
- 並河靖之七宝記念館
- 知恩院